# 花叶海棠
花叶海棠（学名：Malus transitoria）是蔷薇科苹果属的植物，是中国的特有植物。分布于中国大陆的甘肃、四川、内蒙古、青海、陕西等地，生长于海拔1,500米至3,900米的地区，常生于生山坡丛林中及黄丘陵上，目前已由人工引种栽培。

## 描述

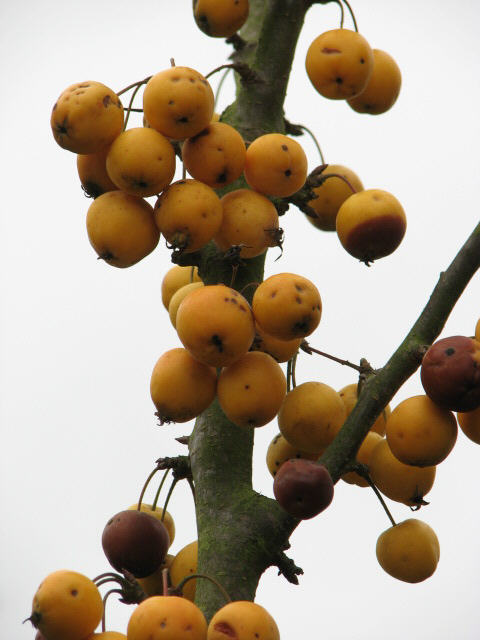
果实

- 灌木至小乔木，高可达8米；小枝细长，圆柱形，嫩时密被绒毛，老枝暗紫色或紫褐色；冬芽小，卵形，先端钝，密被绒毛，暗紫色，有数枚外露鳞片。
- 叶片卵形至广卵形，长2.5-5厘米，宽2-4.5厘米，先端急尖，基部圆形至宽楔形，边缘有不整齐锯齿，通常3-5不规则深裂，稀不裂，裂片长卵形至长椭圆形，先端急尖，上面被绒毛或近于无毛，下面密被绒毛；叶柄长1.5-3.5厘米，有窄叶翼，密被绒毛；托叶叶质，卵状披针形，先端急尖，全缘，被绒毛。
- 花序近伞形，具花3-6朵，花梗长1.5-2厘米，密被绒毛；苞片膜质，线状披针形，具毛，早落；花直径1-2厘米；萼筒钟状，密被绒毛；萼片三角卵形，先端圆钝或微尖，全缘，长约3毫米，内外两面均密被绒毛，比萼筒稍短；花瓣卵形，长8-10毫米，宽5-7毫米，基部有短爪，白色；雄蕊20-25。花丝长短不等，比花瓣稍短；花柱3-5，基部无毛，比雄蕊稍长或近等长。果实近球形，直径6-8毫米，萼片脱落，萼洼下陷；果梗长1.5-2厘米，外被绒毛。花期5月，果期9月。

## 别名
花叶杜梨（出现陕北土名），马杜梨、小白石枣、涩枣子（甘肃土名），细弱海棠（华北经济植物志）